# Ibrahim Milad Salem Abushaala
Ibrahim Milad Salem Abushaala  (Misrata, Libia - 28 de julio de 1955 / Lipik, Croacia - 28 de noviembre de 1991) fue un combatiente de origen libio integrante de la Guardia Nacional Croata que participó durante la defensa de Lipik en la Guerra de la Independencia de Croacia y que murió en combate.
Debido a su procedencia libia, los pobladores de Lipik lo apodaron "Gadafi" por el líder de ese país, Muamar el Gadafi. También fue conocido por el apodo de Martin.

## Biografía
Abushaala nació en Libia en 1955 siendo su padre Milad y Fazlija su madre, quienes tuvieron diecisiete hijos. Se recibió en su país de técnico médico. Sirvió en el Ejército Libio por siete años. Durante su servicio militar participó en la guerra de Libia con Chad, adquiriendo experiencia militar.
En Libia, conoció a su futura esposa, la croata Zorica Jurki, quien trabajó allí como enfermera durante ocho años y era oriunda de Lipik. Con ella se mudó a Lipik poco antes del inicio de la Guerra de Croacia.

## Desempeño durante la Guerra
Los combates en Lipik fueron duros y sangrientos. Cuatro jefes de su defensa murieron en la lucha: Marijan Žunić, Zdravko Mance, Berislav Ivošević e Ibrahim Abushaala. A pesar de ello, Abushaala participó en las acciones desde el inicio de la lucha. Se incorporó a la defensa de la ciudad a través de su cuñado, Ivica Mareković, quién era presidente de la filical local del HDZ.
Al comienzo de la guerra, realizaba guardias nocturnos y, a medida que crecía la intensidad del conflicto, su experiencia adquirida en la guerra entre Libia y Chad se hizo cada vez evidente. Debido a su coraje, compostura, conocimiento de armas y tácticas y otras cualidades, pronto se convirtió en uno de los líderes que siguieron los defensores. Como operativo, estuvo constantemente en el frente a cargo de coordinar los puestos de control desde Dobrovac hasta Filipovac y su conexión con el Comando de Defensa de la Ciudad. Su valentía rayaba a veces en la locura porque ya se acercaba mucho a las posiciones enemigas en forma sigilosa. También realizó un reconocimiento para una unidad especial del Ministerio del Interior que minó un puente de madera sobre el río Pakra, al pie de los viñedos de LipiK.
Con la muerte del jefe de la defensa de la ciudad, Berislav Ivošević el 29 de octubre, "Gadafi" se pasó a desempeñar como jefe de la 1.ª Compañía del Batallón Independiente 76 del Ejército Croata . Sus cualidades militares definieron su designación. 
El 27 de noviembre de 1991, tropas del Ejército Popular Yugoslavo (JNA) y milicias de la Región Autónoma Serbia de Eslavonia Occidental atacaron desde el sur a Lipik, la que se encontraba en poder de los croatas. Al día siguiente, se produjeron enfrentamientos aún más feroces en todos los puntos de la ciudad, que cae en poder Yugoslavo. Ese 28, en proximidades del cementerio local, Abushaala es muerto por un disparo debajo de la axila que le da en el corazón. Dada la situación táctica, el cuerpo fue dejado protegido en una casa y no fue replegado.

## Hechos posteriores a su muerte
La televisión yugoslava presentó ese día el cuerpo de "Gadafi" junto a otro combatiente con el comentario de que era un mercenario libio, cosa que no lo era.
El 6 de diciembre de 1991, cuando los croatas recuperaron la ciudad, su cuerpo fue hallado en el cementerio. Después de la autopsia y su identificación en Zagreb, se realizó un rito funerario según las costumbres islámicas dirigido por el mufti de la comunidad islámica en Croacia, Šefko ef Omerbašić.
Ibrahim Abushaala fue transportado a Libia donde fue enterrado en su natal Misrata.

"Gadafi" fue ascendido póstumamente al rango de mayor del Ejército Croata.
Todos los años es recordado localmente en la fecha de su fallecimiento.